# Fulvia Stevenin
Fulvia Stevenin (* 18. Oktober 1965 in Gressoney-Saint-Jean) ist eine ehemalige italienische Skirennläuferin, die auf die Disziplinen Riesenslalom und Slalom spezialisiert war.

## Biografie
Ihr größter Erfolg war der Sieg im Slalom bei den Juniorenweltmeisterschaften 1983 in Sestriere. Einen Tag zuvor hatte sie im Riesenslalom noch den sechsten Rang belegt. Stevenin vertrat ihr Land bei den Olympischen Winterspielen 1984 in Sarajevo, schied dort jedoch sowohl im Salom als auch im Riesenslalom aus. Im Riesenslalom startete sie auch zweimal bei Weltmeisterschaften: 1985 schied sie im zweiten Durchgang aus und 1987 belegte sie den 28. Platz.
Im Weltcup erreichte Stevenin von Dezember 1982 bis Dezember 1986 viermal eine Platzierung in den Punkterängen, also unter den schnellsten 15. Ihre besten Resultate waren zwei zwölfte Plätze im Slalom von Piancavallo am 17. Dezember 1982 und im Riesenslalom von Santa Caterina Valfurva am 17. Dezember 1984. Im Europacup erreichte sie in der Saison 1985/86 den dritten Platz in der Riesenslalomwertung. In den Jahren 1983, 1985 und 1987 wurde sie italienische Meisterin im Riesenslalom; hinzu kommen ein zweiter und zwei dritte Plätze bei nationalen Titelkämpfen.